# Chanelle Price
Chanelle Price (ur. 22 sierpnia 1990 w Livingston w stanie New Jersey) – amerykańska lekkoatletka specjalizująca się w biegach średniodystansowych.
W marcu 2014 w Sopocie została halową mistrzynią świata w biegu na 800 metrów.
Była rekordzistką świata w rzadko rozgrywanej sztafecie 4 × 1500 metrów – 24 kwietnia 2009 w Filadelfii sztafeta w składzie: Chanelle Price (czas na zmianie 4:19,5), Phoebe Wright (4:19,0), Rolanda Bell (4:19,6) oraz Sarah Bowman (4:10,2) uzyskała czas 17:08,34. Dzień później sztafeta w składzie Kimarra McDonald (2:09,14), Chanelle Price (2:02,45), Sarah Bowman (2:03,70) oraz Phoebe Wright (2:02,62) ustanowiła rekord USA w sztafecie 4 × 800 metrów – 8:17,91.

## Osiągnięcia
| Rok  | Impreza                               | Miejsce       | Konkurencja             | Lokata     | Wynik   |
| ---- | ------------------------------------- | ------------- | ----------------------- | ---------- | ------- |
| 2007 | Mistrzostwa świata juniorów młodszych | Ostrawa       | bieg na 800 metrów      | 6. miejsce | 2:06,55 |
| 2009 | Mistrzostwa panamerykańskie juniorów  | Port-of-Spain | bieg na 800 metrów      | 2. miejsce | 2:05,13 |
| 2012 | Młodzieżowe mistrzostwa NACAC         | Irapuato      | bieg na 800 metrów      | 1. miejsce | 2:04,48 |
| 2014 | Halowe mistrzostwa świata             | Sopot         | bieg na 800 metrów      | 1. miejsce | 2:00,09 |
| 2015 | Mistrzostwa NACAC                     | San José      | bieg na 800 metrów      | 1. miejsce | 2:00,48 |
| 2017 | IAAF World Relays                     | Nassau        | sztafeta 4 × 800 metrów | 1. miejsce | 8:16,36 |

Złota medalistka mistrzostw USA w kategorii juniorów (2009). Stawała na podium seniorskich mistrzostw kraju oraz mistrzostw NCAA.

## Rekordy życiowe
- Bieg na 800 metrów (stadion) – 1:59,10 (2015)
- Bieg na 800 metrów (hala) – 2:00,09 (2014)
- Bieg na 1000 metrów (hala) – 2:36,63 (2014)
- Bieg na 1500 metrów – 4:13,98 (2017)
- Bieg na milę – 4:31,68 (2014)